# تامارا تومانووا
تامارا تومانووا (ارمنی: Թամարա Թումանովա؛ روسی: Тамара Туманова؛ ۲ مارس ۱۹۱۹ – ۲۹ مهٔ ۱۹۹۶) بالرین و بازیگر ارمنی‌تبار اهل ایالات متحده آمریکا بود.

## زندگی‌نامه
وی در ۲ مارس ۱۹۱۹ در تیومن به دنیا آمد و در ۲۹ مهٔ ۱۹۹۶ در سن ۷۷ سالگی در سنتا مونیکا، کالیفرنیا درگذشت.

## گزیده فیلمشناسی
از فیلم‌ها یا برنامه‌های تلویزیونی که وی در آن نقش داشته‌است می‌توان به پرده پاره، زندگی خصوصی شرلوک هولمز، و دعوت به رقص اشاره کرد.

## مرگ
تومانوا در 29 مه 1996 در سن 77 سالگی در سانتا مونیکا، کالیفرنیا، به دلایل نامعلومی درگذشت. او قبل از مرگ، لباس‌های پرئوبراجنسکا خود را به موزه رقص واگانوا در سنت پترزبورگ روسیه داد. تشییع جنازه او در کلیسای جامع مریم مقدس ارتدکس روسیه در لس آنجلس برگزار شد. او در کنار مادرش پرنسس یوژنی در هالیوود، گورستان همیشه برای همیشه هالیوود به خاک سپرده شد.
جان گرگوری، طراح رقص بریتانیایی، تومانوا را این گونه توصیف می‌کند "هنرمندی برجسته - شخصیتی بزرگ که هرگز دست از بازیگری برنداشت. تصور باله روسی بدون او غیرممکن است."